# Supremo Tribunal Federal

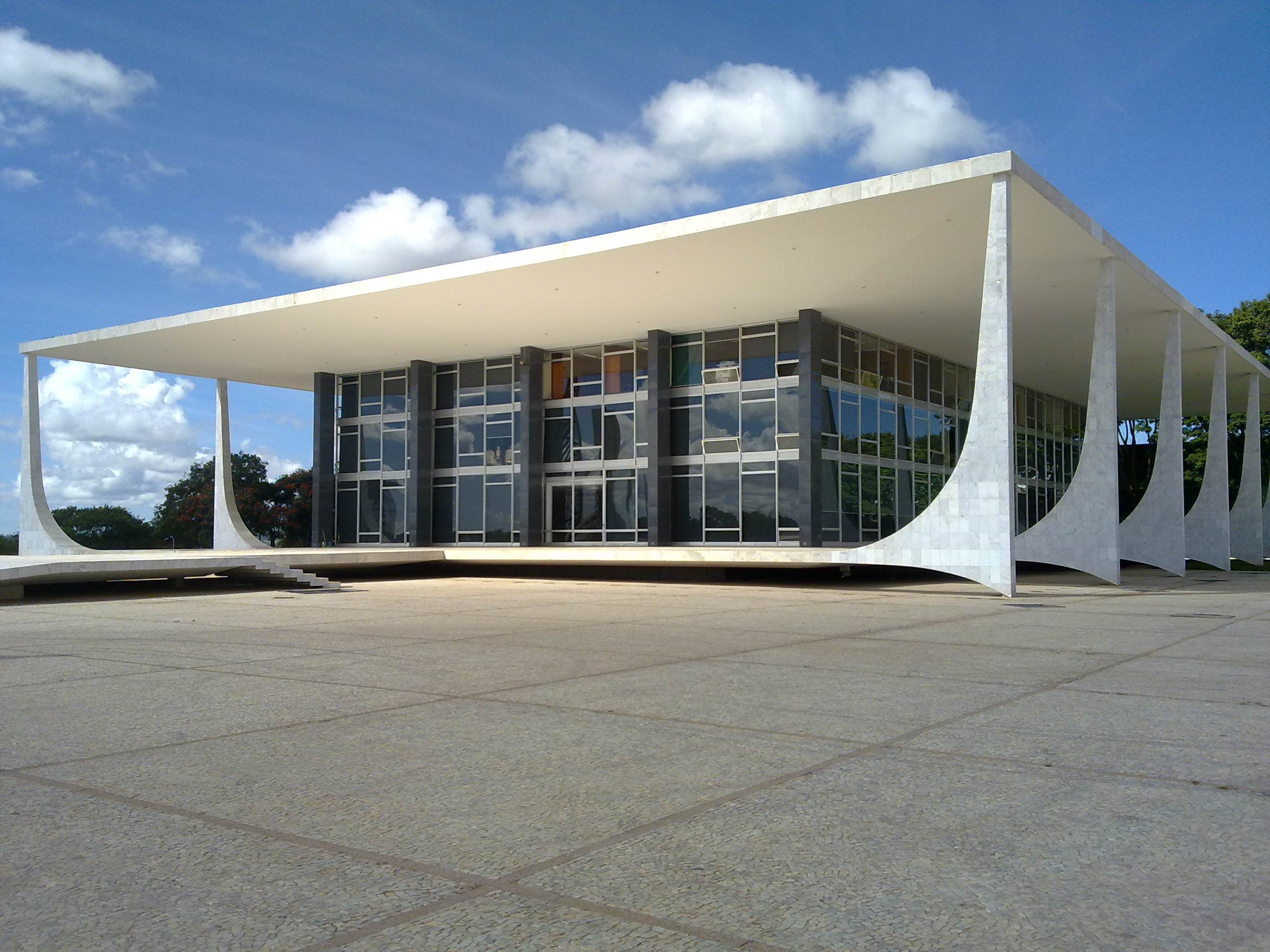
Supremo Tribunal Federal

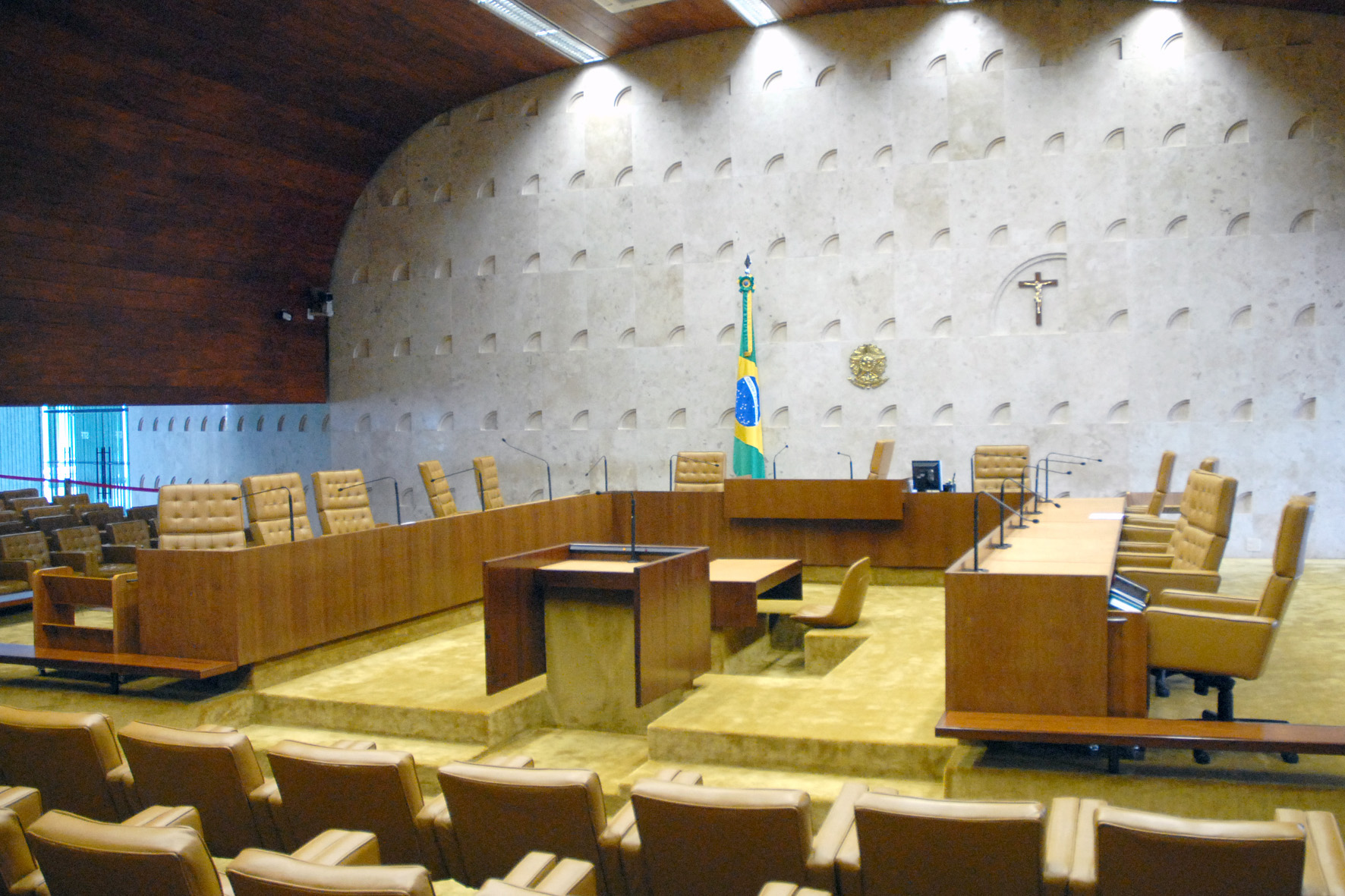
Supremo Tribunal Federal, Sitzungskammer

Das Supremo Tribunal Federal (deutsch Oberstes Bundesgericht) ist das oberste Gericht der Föderativen Republik Brasilien und übt auch die Funktion eines Verfassungsgerichts aus.
Nach dem Ende des brasilianischen Kaiserreiches 1889 trat das Supremo Tribunal Federal 1890 an die Stelle des 1824 gemäß der Verfassung von 1822 geschaffenen Supremo Tribunal de Justiça.
Das Gericht besteht aus 11 Richtern, Minister genannt, einschließlich des Gerichtspräsidenten. Präsidentin des Gerichtes ist seit dem 12. September 2022 Rosa Weber in Nachfolge von Luiz Fux.

## Architektur und Baugeschichte
Sein repräsentativer Sitz befindet sich an der Südseite der Praça dos Três Poderes in Brasília. Das Gebäude beruht auf einem Entwurf des Architekten Oscar Niemeyer, es war bereits Bestandteil des Plano piloto. Am 21. April 1960 tagte das Supremo Tribunal Federal erstmals an seinem neuen Sitz. Neben dem repräsentativen Hauptgebäude dienen heute zwei weitere Gebäude der Aufgabenerfüllung des Supremo Tribunal Federal.

## Zusammensetzung des Supremo Tribunal Federal
Aktuelle Minister des Supremo Tribunal Federal sind:
| Nr. | Name                              | Porträt | Geboren                              | Präsidentschaft           | Antritt (posse)   | Ende | Anmerkung                                                                |
| --- | --------------------------------- | ------- | ------------------------------------ | ------------------------- | ----------------- | ---- | ------------------------------------------------------------------------ |
| 1   | Gilmar Ferreira Mendes            |         | 30. Dezember 1955 in Mato Grosso     | Fernando Henrique Cardoso | 20. Juni 2002     | 2030 |                                                                          |
| 2   | Enrique Ricardo Lewandowski       |         | 11. Mai 1948 in Rio de Janeiro       | Luiz Inácio Lula da Silva | 16. März 2006     | 2023 | 57. (46.) Präsident (Presidente do Supremo Tribunal Federal do Brasil)   |
| 3   | Cármen Lúcia Antunes Rocha        |         | 19. April 1954 in Minas Gerais       | Luiz Inácio Lula da Silva | 21. Juni 2006     | 2029 | 58. (47.) Präsidentin (Presidente do Supremo Tribunal Federal do Brasil) |
| 4   | José Antonio Dias Toffoli         |         | 15. November 1967 in São Paulo       | Luiz Inácio Lula da Silva | 23. Oktober 2009  | 2042 | 59. (48.) Präsident (Presidente do Supremo Tribunal Federal do Brasil)   |
| 5   | Luiz Fux                          |         | 26. April 1953 in Rio de Janeiro     | Dilma Rousseff            | 3. März 2011      | 2028 | 60. (49.) Präsident (Presidente do Supremo Tribunal Federal do Brasil)   |
| 6   | Rosa Maria Weber Candiota da Rosa |         | 2. Oktober 1948 in Rio Grande do Sul | Dilma Rousseff            | 19. Dezember 2011 | 2023 |                                                                          |
| 7   | Luís Roberto Barroso              |         | 11. März 1958 in Rio de Janeiro      | Dilma Rousseff            | 26. Juni 2013     | 2033 |                                                                          |
| 8   | Luiz Edson Fachin                 |         | 8. Februar 1958 in Rio Grande do Sul | Dilma Rousseff            | 16. Juni 2015     | 2033 |                                                                          |
| 9   | Alexandre de Moraes               |         | 13. Dezember 1968 in São Paulo       | Michel Temer              | 22. März 2017     | 2043 |                                                                          |
| 10  | Kassio Nunes Marques              |         | 16. Mai 1972 in Piauí                | Jair Bolsonaro            | 5. November 2020  | 2047 |                                                                          |
| 11  | André Luiz de Almeida Mendonça    |         | 27. Dezember 1972 in São Paulo       | Jair Bolsonaro            | 16. Dezember 2021 | 2047 |                                                                          |